# Чемпионат СССР по вольной борьбе 1947
3-й чемпионат СССР по вольной борьбе проходил в Таллине с 6 по 9 октября 1947 года. В программу чемпионата добавили соревнования в наилегчайшем весе.

## Медалисты
| Весовая категория | Золото                    | Серебро                            | Бронза                    |
| ----------------- | ------------------------- | ---------------------------------- | ------------------------- |
| Наилегчайший вес  | Саркис Варданян Ереван    | Арташес Карапетян Баку             | Леонид Дзеконский Тбилиси |
| Легчайший вес     | Йоханнес Лооару Таллин    | Рашид Мамедбеков Баку              | Йоханнес Кауби Таллин     |
| Полулёгкий вес    | Арменак Ялтырян Киев      | Арташес Назарян Ереван             | Василий Илуридзе Тбилиси  |
| Лёгкий вес        | Василий Рыбалко Киев      | Элмар Рунге Таллин                 | Леонид Егоров Москва      |
| Полусредний вес   | Семён Марушкин Москва     | Эдгар Пуусепп Таллин               | Георгий Рыжов Баку        |
| Средний вес       | Давид Цимакуридзе Тбилиси | Луспарон Хантимерян Ростов-на-Дону | Николай Белов Москва      |
| Полутяжёлый вес   | Варгашак Мачкалян Тбилиси | Михаил Стрижак Саратов             | Шалва Чихладзе Тбилиси    |
| Тяжёлый вес       | Йоханнес Коткас Таллин    | Арсен Мекокишвили Москва           | Фома Бездоля Киев         |